# Zadní Milíře
Zadní Milíře jsou malá vesnice, část obce Milíře v okrese Tachov v Plzeňském kraji. Nachází se asi dva kilometry jihozápadně od Milíře. Je zde evidováno 13 adres. V roce 2011 zde trvale žili tři obyvatelé.
Zadní Milíře leží v katastrálním území Milíře u Tachova o výměře 13,1 km².

## Historie
První písemná zmínka o vesnici pochází z roku 1778.

## Obyvatelstvo
| Rok            | 1869 | 1880 | 1890 | 1900 | 1910 | 1921 | 1930 | 1950 | 1961 | 1970 | 1980 | 1991 | 2001 | 2011 | 2021 |
| -------------- | ---- | ---- | ---- | ---- | ---- | ---- | ---- | ---- | ---- | ---- | ---- | ---- | ---- | ---- | ---- |
| Počet obyvatel | 171  | 172  | 150  | 164  | 158  | 148  | 155  | 9    | 0    | 0    | 25   | 29   | 30   | 31   | 44   |
| Počet domů     | 20   | 20   | 20   | 21   | 23   | 24   | 27   | 16   | 0    | 0    | 8    | 9    | 11   | 11   | 14   |

## Obecní správa
Při sčítání lidu v letech 1850–1960 Zadní Milíře byly osadou obce Milíře v okrese Tachov. Od 1. července 1960[zdroj?] do 25. listopadu 1971 byly částí obce Lučina v okrese Tachov. Od 26. listopadu 1971 do 31. prosince 1979 byly znovu částí obce Milíře v okrese Tachov, kdy se konaly obecní volby. Od 1. ledna 1980 do 31. prosince 1989 byly částí obce Halže v okrese Tachov. Od 1. ledna 1990 do 23. listopadu 1990 byly částí obce Lesná v okrese Tachov. Od 24. listopadu 1990 jsou opět částí obce Milíře v okrese Tachov.